# Asterals
Les asterals (Asterales), són un ordre de plantes angiospermes. L'actual sistema APG IV de classificació de les angiospermes situa aquest ordre entre les eudicotiledònies, dins del clade de les campanúlides, i inclou 11 famílies amb més de 1.700 gèneres i més de 26.000 espècies.
Dins de l'ordre hi ha pocs arbres o arbusts i la majoria són espècies herbàcies.
Contenen inulina com a polisacàrid de reserva, normalment tenen els estams fusionats i presenten el fenomen de la pol·linització secundària.

## Taxonomia
Aquest ordre va ser descrit per primer cop l'any 1829 a l'obra Handbuch zur Erkennung der nutzbarsten und am häufigsten vorkommenden Gewächse, pel botànic alemany Johann Heinrich Friedrich Link (1767 -1851).

### Famílies
A la classificació del vigent sistema APG IV (2016), dins de l'ordre de les asterals es reconeixen les onze famílies següents:
- Rousseaceae DC. (1839) - russeàcies
- Campanulaceae Juss. (1789) - campanulàcies
- Pentaphragmataceae J.Agardh (1858)
- Stylidiaceae R.Br. (1810)
- Alseuosmiaceae Airy Shaw (1965)- alseuosmiàcies
- Phellinaceae Takht. (1967)
- Argophyllaceae Takht. (1987) - argofil·làcies
- Menyanthaceae Dumort. (1829) - meniantàcies
- Goodeniaceae R.Br. (1810) - goodeniàcies
- Calyceraceae R.Br. ex Rich. (1820) - caliceràcies
- Asteraceae Bercht. & J.Presl (1820) - asteràcies

Les principals famílies són les asteràcies amb més de 1.600 gèneres i més de 23.000 espècies i les campanulàcies amb més de 80 gèneres i unes 2.400 espècies, ambdues distribuïdes arreu del món. Les altres famílies són molt més petites, destaquen les goodeniàcies amb 7 gèneres i unes 400 espècies, gairebé totes a Austràlia, i les Stylidiaceae amb 6 gèneres i més de 300 espècies.

## Història taxonòmica

### Classificació APG
A la classificació filogenètica APG I (1998), l'ordre de les asterals va ser inclòs al clade de les astèrides, dins del subclade de les "euastèrides II", comprenia 13 famílies. A la segona versió, APG II (2003) l'ordre era format per 11 famílies, Carpodetaceae va ser inclosa dins Rousseaceae i Donatiaceae dins Stylidiaceae. A la tercera versió, APG III (2009), no hi va haver canvis respecte a l'anterior i l'ordre era format per les mateixes 11 famílies.A la quarta versió, APG IV (2016), tampoc no hi va haver canvis pel que fa a les famílies que formen part de les asterals.
| APG I | APG II | APG III | APG IV |
| Alseuosmiaceae Argophyllaceae Asteraceae Calyceraceae Campanulaceae Carpodetaceae Donatiaceae Goodeniaceae Menyanthaceae Pentaphragmataceae Phellinaceae Rousseaceae Stylidiaceae | Alseuosmiaceae Argophyllaceae Asteraceae Calyceraceae Campanulaceae Goodeniaceae Menyanthaceae Pentaphragmataceae Phellinaceae Rousseaceae Stylidiaceae | Alseuosmiaceae Argophyllaceae Asteraceae Calyceraceae Campanulaceae Goodeniaceae Menyanthaceae Pentaphragmataceae Phellinaceae Rousseaceae Stylidiaceae | Alseuosmiaceae Argophyllaceae Asteraceae Calyceraceae Campanulaceae Goodeniaceae Menyanthaceae Pentaphragmataceae Phellinaceae Rousseaceae Stylidiaceae |

### Altres sistemes

#### Sistema Cronquist
El sistema Cronquist (1981) reconeixia l'ordre de les asterals formant part de la subclasse Asteridae, però amb una circumscripció molt diferent, era un ordre monotípic que només incloïa la família de les asteràcies.
Tot i que dins les Asteridae, les campanulàcies eren dins d'un ordre propi juntament amb les Pentaphragmataceae, les Stylidiaceae i les Goodeniaceae. Les Calyceraceae eren a un ordre propi i les meniantàcies a l'ordre de les solanals. En canvi, les Alseuosmiaceae eren a l'ordre de les rosals. I la resta de famílies que avui formen part de les asterals, no eren reconegudes.

#### Sistema Takhtadjan
El sistema Takhtadjan (1997), de manera similar al sistema Cronquist, reconeixia l'ordre de les asterals formant part de la subclasse Asteridae" i dins del superordre Asteranae, però amb una circumscripció molt diferent, era un ordre monotípic que només incloïa la família de les asteràcies. Dins de la subclasse Asteridae" també hi havia les campanulàcies que eren dins d'un ordre propi juntament amb les Pentaphragmataceae, dins del superordre Campanulanae. Dins d'aquest superordre també hi havia un ordre propi per a les Menyanthaceae, un altre per a les Goodeniaceae i un altre per a les Stylidiaceae. Dins del superordre Asteranae també hi havia un de propi que contenia les Calyceraceae. D'altra banda, les Rousseaceae eren a l'ordre de les Brexiales dins la subclasse de les Rosidae, les Alseuosmiaceae, juntament amb les Argophyllaceae, eren dins l'ordre Hydrangeales de la subclasse Cornidae, i les Phellinaceae ern dins l'ordre de les Icacinales.